# Djupvikbrekka
Djupvikbrekka är en kulle i Antarktis. Den ligger i Östantarktis. Norge gör anspråk på området. Toppen på Djupvikbrekka är 297 meter över havet.
Terrängen runt Djupvikbrekka är huvudsakligen kuperad, men norrut är den platt. En vik av havet är nära Djupvikbrekka norrut. Trakten är obefolkad. Det finns inga samhällen i närheten. 